# 龚海燕
龚海燕（1976年—），籍贯湖南，中國女企業家，世紀佳緣創始人。

## 生平
龚海燕出于湖南省常德市桃源县农村。龚海燕的爷爷是富农。讀高中時龚海燕遭遇車禍。高二時龚海燕辍学做小买卖，在乡小学附近开了一家学生用品店。1994年去珠海打工。1996年11月23日，已辍学三年的龚海燕回到桃源县第一中学繼續读高二。高考時以桃源县文科状元的成绩考上北京大学中文系，並於1998年来到北京就读。2002年大學本科毕业畢業後在复旦大學新闻学院读研究生。
2003年10月在上海创办世纪佳缘，并于2004年4月在世纪佳缘上認識了男友。2005年重返北京，將世纪佳缘办公地点移至北京亚运村附近。2012年12月24日晚，時任世纪佳缘联席CEO的龚海燕辞去了世纪佳缘CEO职务。2015年3月，龚海燕清空自己所持有的世紀佳緣的所有股份，不再担任世纪佳缘任何管理职务。
2013年初，龚海燕推出91外教网。同年11月24日上线中小学教育资源共享平台梯子网。她還推出中小学直播互动线上教育平台那好网。後來那好网和梯子网相繼倒閉。2015年1月，91外教被51Talk全资收购。